# Ninia celata
Ninia celata är en ormart som beskrevs av McCranie och Wilson 1995. Ninia celata ingår i släktet Ninia och familjen snokar. Inga underarter finns listade i Catalogue of Life. Artepitetet i det vetenskapliga namnet är bildat av de latinska orden celo (gömd) och -atus (tillhörande). Populationen infogades en längre tid i Ninia atrata och arten var på så sätt gömd för vetenskapen.
Arten förekommer i Costa Rica och västra Panama. Den lever i bergstrakter mellan 800 och 1600 meter över havet. Ormen vistas i ursprungliga regnskogar och den rör sig på marken. Exemplaren gömmer sig mellan olika föremål.
Arten är mycket sällsynt. Delar av utbredningsområdet är nationalpark. IUCN listar arten som nära hotad (NT).